# Риттер, Саулюс
Саулюс Риттер (лит. Saulius Ritter; род. 23 августа 1988, Вильнюс) — литовский гребец, выступающий за сборную Литвы по академической гребле с 2004 года. Серебряный призёр летних Олимпийских игр в Рио-де-Жанейро, серебряный призёр чемпионатов мира, двукратный чемпион Европы, победитель этапов Кубка мира.

## Биография
Саулюс Риттер родился 23 августа 1988 года в Вильнюсе, Литовская ССР.
Заниматься академической греблей начал в 2001 году у тренеров Алдоны Тамулявичене и Витаутаса Милюса, позже проходил подготовку под руководством Владиславаса Соколинскиса и Миколаса Масилёниса. Учился в Университете Миколаса Ромериса.
Впервые заявил о себе в гребле на международной арене в сезоне 2004 года, став седьмым в распашных безрульных двойках на юниорском мировом первенстве в Баньолесе. Год спустя на чемпионате мира среди юниоров в Бранденбурге занял в той же дисциплине 12 место. Ещё через год на аналогичных соревнованиях в Амстердаме закрыл десятку сильнейших в восьмёрках, кроме того, в безрульных двойках показал одиннадцатый результат на молодёжном мировом первенстве в Хазевинкеле.
В 2007 году в безрульных двойках стал десятым на молодёжном чемпионате мира в Глазго. Попав в основной состав литовской национальной сборной, принял участие во взрослом чемпионате Европы в Познани, где стал десятым в безрульных четвёрках.
В 2008 году в парных четвёрках стартовал на молодёжной регате в Бранденбурге.
В 2009 году участвовал в молодёжном чемпионате мира в Рачице и во взрослом чемпионате Европы в Бресте.
В 2010 году в парных двойках выступил на этапе Кубке мира в Мюнхене, взял бронзу на молодёжном мировом первенстве в Бресте, был восьмым на европейском первенстве в Монтемор-у-Велью.
В 2011 году в парных двойках был лучшим на чемпионате Европы в Пловдиве, закрыл десятку сильнейших на чемпионате мира в Бледе.
Находясь в числе лидеров гребной команды Литвы, благополучно прошёл отбор на Олимпийские игры 2012 года в Лондоне. Здесь в двойках парных вместе с Роландасом Мащинскасом финишировал в главном финале шестым.
В 2013 году в парных двойках одержал победу на Универсиаде в Казани, стал серебряным призёром на чемпионате Европы в Севилье и на чемпионате мира в Чхунджу.
В 2014 году победил на этапе Кубка мира в Сиднее, взял бронзу этапе в Люцерне,  был лучшим на европейском первенстве в Белграде, финишировал четвёртым на мировом первенстве в Амстердаме.
В 2015 году в парных двойках получил серебро на чемпионате мира в Эгбелете, победил на Универсиаде в Кванджу.
На европейском первенстве 2016 года в Бранденбурге выиграл бронзовую медаль в двойках, также взял бронзу на этапе Кубка мира в Люцерне, тогда как на Олимпийских играх в Рио-де-Жанейро завоевал серебряную медаль в программе парных двоек совместно с Миндаугасом Гришконисом — в решающем финальном заезде их обошёл только хорватский экипаж братьев Мартина и Валента Синковичей.
После Олимпиады в Рио Риттер остался в составе литовской национальной сборной на ещё один олимпийский цикл и продолжил принимать участие в крупнейших международных регатах. Так, в 2017 году в парных двойках он выиграл этап Кубка мира в Белграде, стал седьмым на чемпионате Европы в Рачице и четвёртым на чемпионате мира в Сарасоте. Кроме того, победил в парных четвёрках на этапе Кубка мира в Люцерне.
В 2018 году в парных двойках выиграл этап Кубка мира в Белграде, получил серебряную награду на европейском первенстве в Глазго, занял 12 место на мировом первенстве в Пловдиве.
В 2019 году стартовал в двойках на чемпионате Европы в Люцерне и на чемпионате мира в Линце-Оттенсхайме, но попасть здесь в число призёров не смог.